# Thymelaea broteriana
Thymelaea broteriana é uma espécie de planta com flor pertencente à família Thymelaeaceae. 
A autoridade científica da espécie é Cout., tendo sido publicada em Boletim da Sociedade Broteriana 24: 145–146. 1909.

## Portugal
Trata-se de uma espécie presente no território português, nomeadamente em Portugal Continental.
Em termos de naturalidade é endémica da Península Ibérica.

## Protecção
Encontra-se protegida por legislação portuguesa ou da Comunidade Europeia, nomeadamente pelo Anexo IV da Directiva Habitats e pelo Anexo I da Convenção sobre a Vida Selvagem e os Habitats Naturais na Europa.